# Thecla atymnides
Thecla atymnides är en fjärilsart som beskrevs av Max Wilhelm Karl Draudt 1921. Thecla atymnides ingår i släktet Thecla och familjen juvelvingar. Inga underarter finns listade i Catalogue of Life.